# Culiacán
Culiacán er en mexicansk by, der ligger i den nordvestlige del af landet. Byen er hovedstad og den største by i delstaten Sinaloa. Byen er den 15. største i Mexico og har 808.416 (2020) indbyggere.

## Geografi
I Culiacán ligger elvene Humaya og Tamazula som flyder ud i Río Culiacán. Byen ligger på 54 meters højde i lavlandet ved foden af bjergkæden Sierra Madre Occidental, som går langs vestkysten af Mexico.

## Historie
Oprindelig var landet i området omkring Culiacán befolket af forskellige stammer.
Byen blev imidlertid grundlagt af Nuño de Guzmán, en af de mest blodtørstige af conquistadorene under navnet San Miguel de Culiacán. I kolonitiden var Culiacán en afsides provinshovedstad i en lavt befolket, nordlig provins.

## Klima
Klimaet i Culiacán er fugtigt og varmt om sommeren og efteråret, mens det er tørt og behagelig varmt om vinteren. Årsmiddeltemperaturen ligger på 23,8 °C, med en varmerekord på 41,7 °C, og en kulderekord på –2,0 °C. Årsmiddelnedbøren ligger på 2106 mm. 

## Økonomi
Culiacán er det  vigtigste industricenter i Sinaloa, med 32,5 % af delstatens industri. Meget af dette er baseret på statens rige jordbrug, tekstilindustri og byggeri. Fiskeri betyder også meget for næringslivet i Culiacán-området. Gennem kunstvanding udviklede byen større betydning.
Uofficielt er Culiacán et centrum for kokainsmugling fra Sydamerika, først og fremmest fra Colombia, til USA, noget som både fører til stor rigdom og mange bandekonflikter.

## Trivia
- Culiacán har en smuk katedral fra 1800-tallet i centrum.
- Byen har også varme kilder ca. 30 minutter udenfor centrum.
- Byen har 16 forskellige institutioner for højere uddannelse
- Byens professionelle basketballhold hedder Tomateros de Culiacan
- Byens professionelle fodboldhold hedder Dorados de Culiacán.